# Sioux City
Sioux City település az Amerikai Egyesült Államok Iowa államában, Woodbury megyében, melynek megyeszékhelye is. Lakosainak száma 85 797 fő (2020. április 1.).

## Népesség
A település népességének változása:

| 2010 | 82 684 |
| 2020 | 85 797 |